# Snow ((Hey Oh))
"Snow ((Hey Oh))" är en låt av funk-rock bandet Red Hot Chili Peppers, utgiven den 20 november 2006.

## Låtens bakgrund
"Snow" är en mjuk och melodisk låt, inte mycket olik dem på albumet By the Way. Låten bygger på ett mycket rappt och snabbt flytande men mjukt gitarriff av John Frusciante som introducerar låten och fortsätter igenom verserna och refrängerna. Flea spelar bas och spelar två toner, paus, två toner, paus, en metod som på engelska kallas double stopping.
När bandet blev intervjuade för Itunes Original kort efter släppningen av Stadium Arcadium angav Anthony Kiedis låten som en av sina favoriter efter "Desecration Smile".
B-side-låtar som följde:
International Maxi CD:
Snow, Funny Face,
I'll Be Your Domino
Picture Disk: (UK only)
Snow, Funny Face
International 2 Track:
Snow, Funny Face
UK 2 track:
Snow, Permutation (Live) 